# باولو ريكاردو ألفيس دا سيلفا
باولو ريكاردو ألفيس دا سيلفا هو لاعب كرة قدم برازيلي في مركز الدفاع، ولد في 17 أغسطس 1987 في ريو دي جانيرو في البرازيل. لعب مع أتلتيكو غويانيينسي ونادي أنابولينا ونادي برازيليا ونادي سامبايو كوريا ونادي سانتوس ونادي كورومبا ونادي موجي ميريم.